# Monte Bregagno
Il monte Bregagno (in lombardo Bregagn) è una montagna delle Prealpi Luganesi alta 2.107 m s.l.m. Si trova sulla sponda occidentale del lago di Como e, benché di modesta altezza, con la sua imponenza domina tutto l'alto Lario.

## Descrizione
Dalla sua vetta, che segna il confine tra i comuni di Plesio, Cremia e Garzeno, si delinea verso ovest il cosiddetto "costone del Bregagno" che comprende le cime del monte Marnotto (2.088 m s.l.m.), pizzo d'Aigua (1.954 m s.l.m.), monte Tabor (2.079 m s.l.m.), cima Pianchette (2.158 m s.l.m.) e pizzo di Gino (2.245 m s.l.m.). La lunga dorsale sud, oltrepassata l'anticima del Bregagnino e la sella di Sant'Amate, si innalza negli speroni rocciosi del monte Grona.

### Galleria d'immagini

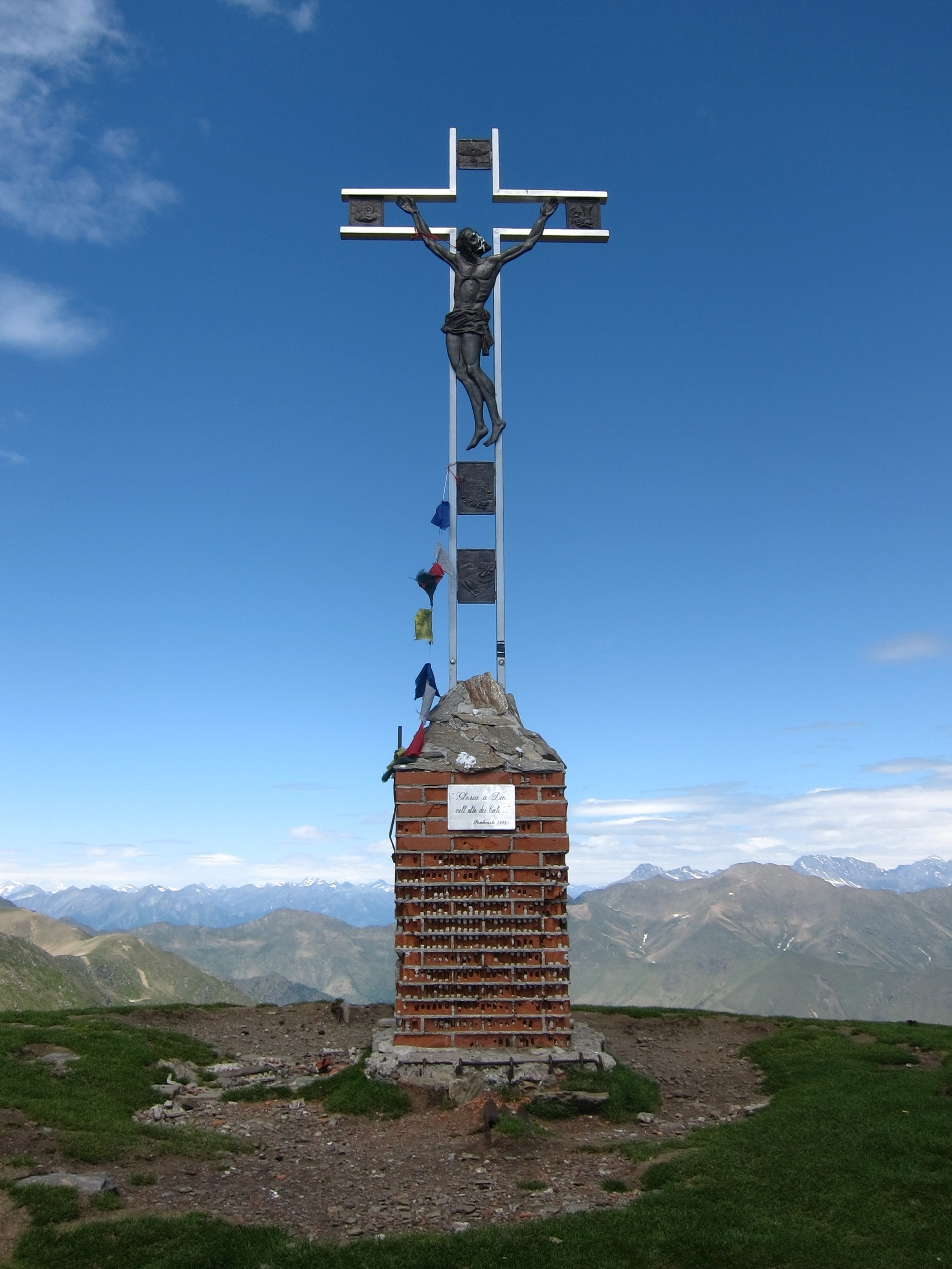
Croce di vetta sul Monte Bregagno
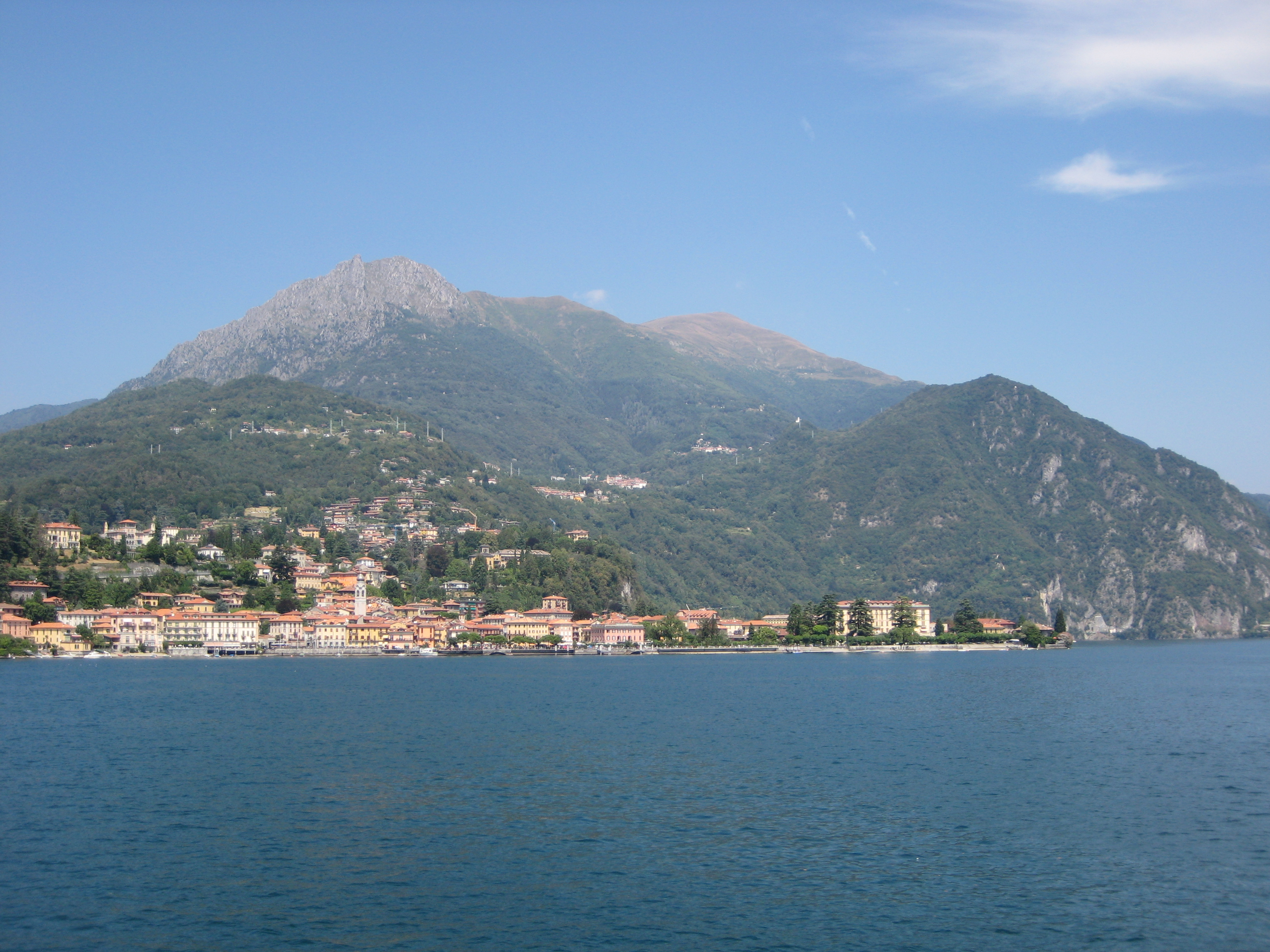
Il Monte Grona a sinistra il Bregagno a destra, visti dal Lago di Como
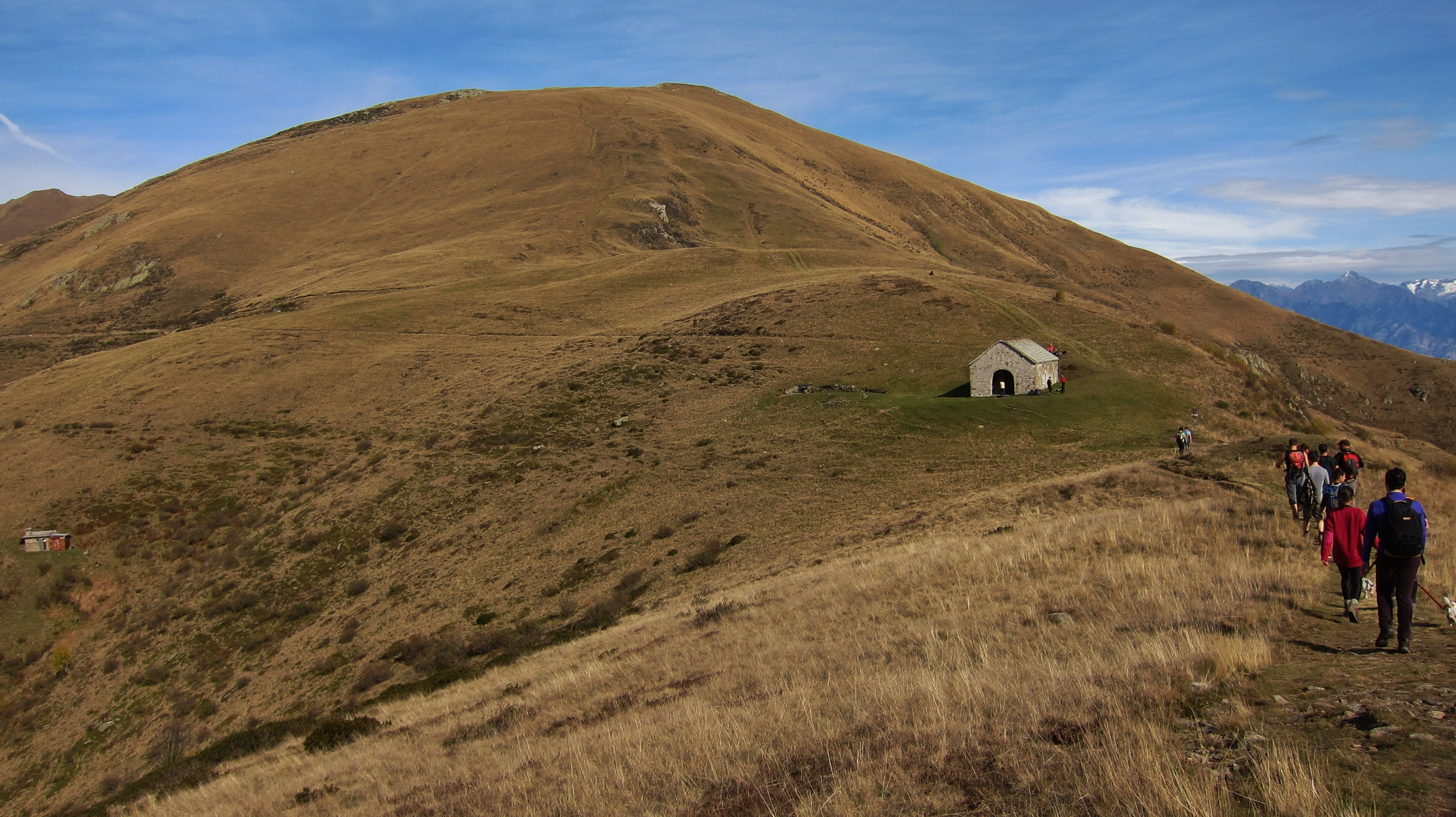
La sella di sant'Amate
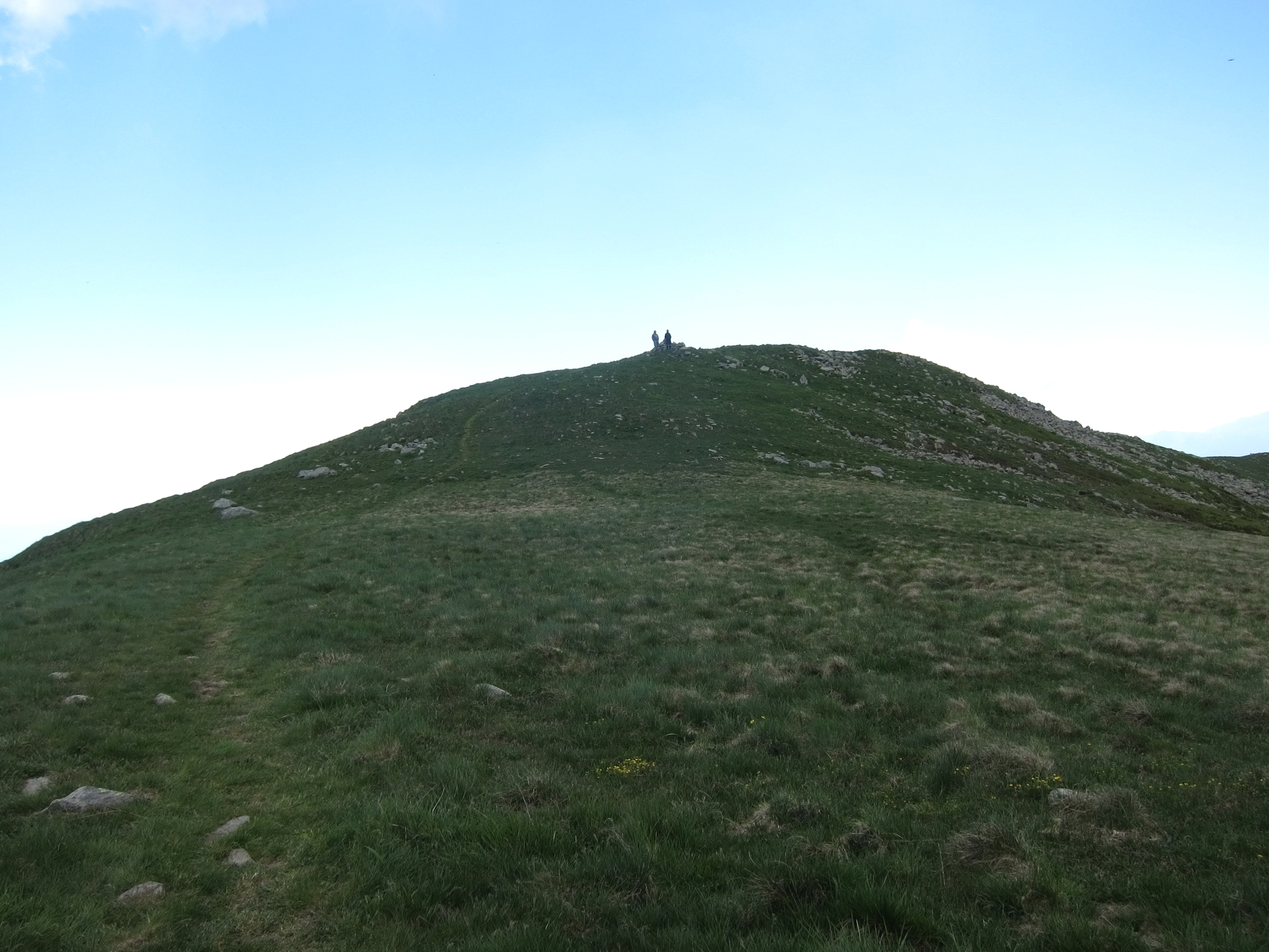
La cima del Bregagnino, lato nord, vista dal sentiero che porta al Bregagno
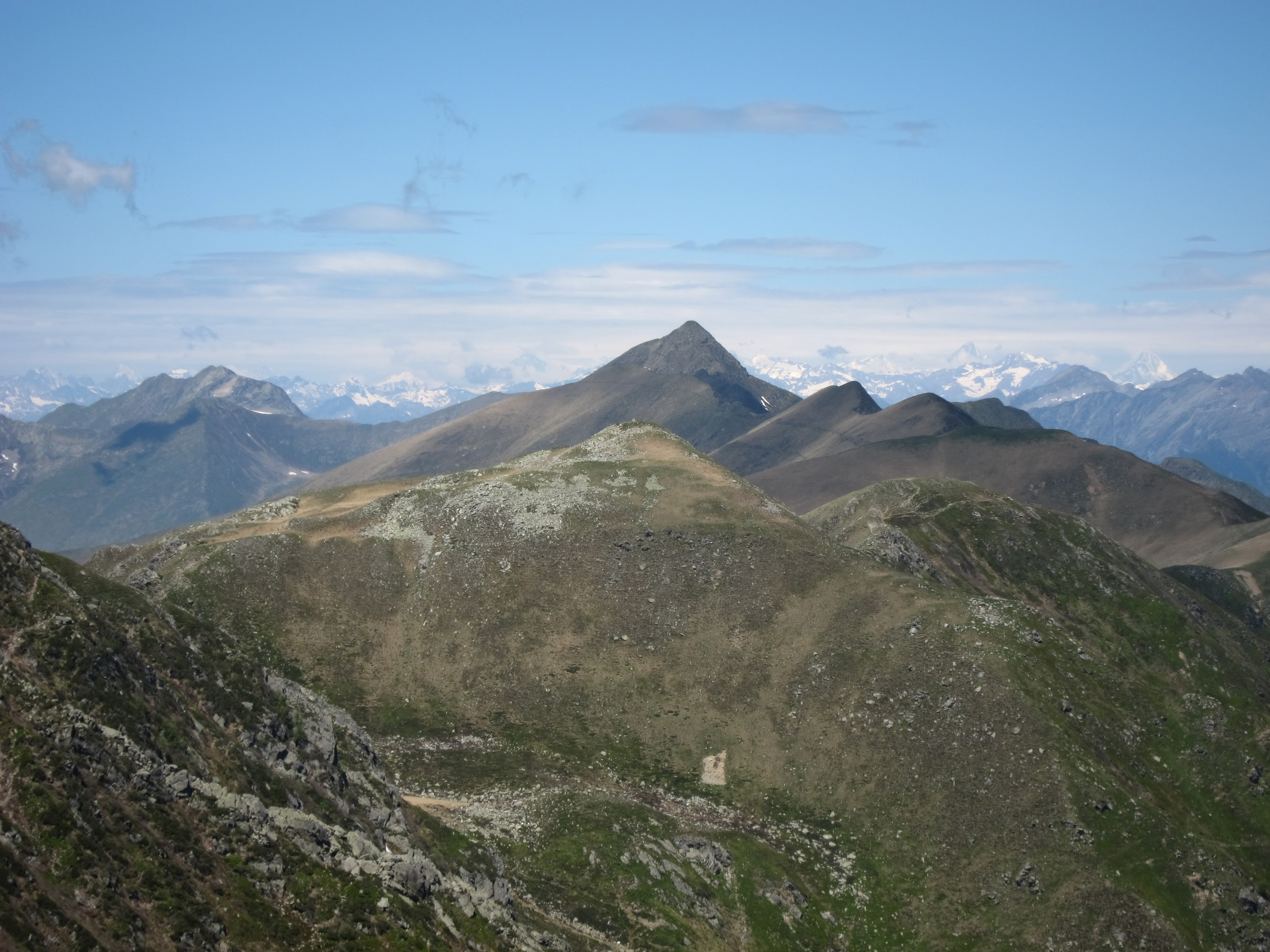
Il Pizzo di Gino visto dalla cima del Bregagno